# Silja
Silja ist ein weiblicher Vorname. 

## Herkunft
Silja ist die niederdeutsche Kurzform und finnische Verkleinerungsform von Cäcilie beziehungsweise von Cäcilia. Sie wird auch als Koseform verwendet. Im nordischen Sprachraum leitet sich Silja als Koseform von Silvia ab.

## Varianten
- Silia, Silje, Silke

## Bekannte Namensträgerinnen
- Silja Clemens (* 1975), deutsche Drehbuchautorin
- Silja Dögg Gunnarsdóttir (* 1973), isländische Politikerin
- Silja Graupe (* 1975), deutsche Ökonomin
- Silja Häusermann (* 1977), Schweizer Politologin
- Silje Halstensen (* 1980), als Bendik bekannte norwegische Sängerin
- Silje Hjemdal (* 1984), norwegische Politikerin
- Silja Klepp (* 1976), deutsche Sozialanthropologin
- Silja Lésny (1923–2010), deutsche Schauspielerin und Tänzerin
- Silje Nordnes (* 1984), norwegische Journalistin und Moderatorin
- Silje Torp (* 1974), norwegische Schauspielerin
- Silja Vöneky (* 1969), deutsche Rechtswissenschaftlerin und Völkerrechtlerin
- Silja Walter (1919–2011), Schweizer Schriftstellerin
- Anja Silja (* 1940), deutsche Sopranistin

## Sonstiges
- Silja Line, eine Marke der Reederei Silja Oy Ab, die Fährdienstleistungen auf der Ostsee anbietet.
- MS Silja Europa, Fährschiff
- M/S Silja Serenade, Fährschiff
- M/S Silja Symphony, Fährschiff